# Costume anglais
Un costume anglais ou complet anglais traditionnel n'a que peu de rembourrage aux épaules. Elles sont donc généralement tombantes, alors que chaque tailleur a sa propre conception de leur forme exacte.

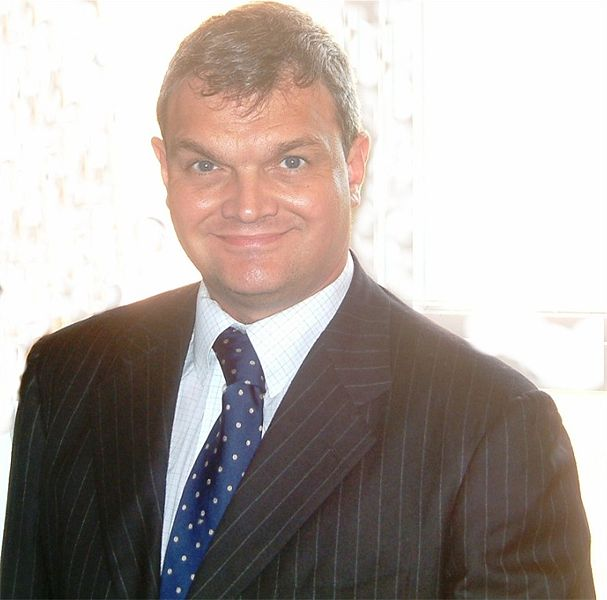
Le complet classique.

Les boutons des manches de la veste doivent pouvoir s'ouvrir. C'est également le cas des produits des plus grands tailleurs italiens. Cela n'est vrai toutefois que pour les deux derniers des trois ou quatre qui y sont cousus. On peut ainsi retrousser les manches pour se laver les mains. Sur commande, toutes les boutonnières peuvent être ouvrantes.
Les pantalons montent haut sur les hanches et sont relativement serrés au niveau des jambes. Contrairement à ceux réalisé en Europe continentale, ils ne possèdent que rarement des revers, même quand ils s'accompagnent traditionnellement de bretelles. Certains tailleurs affirment même qu'il est impossible de maintenir un pantalon dans une position correcte sans leur aide. D'autres sont d'avis que les bretelles ne sont utilisées aussi couramment que parce qu'elles facilitent le tombé. Pour remplacer la ceinture, on fait appel à des brides réglables avec des boucles ou des bandes élastiques. Toutes les solutions devant se permettre de se passer de ceinture sont à conseiller pour les hommes de petite taille.
La veste anglaise classique comporte deux fentes latérales au bas du dos. Elle permet de glisser tranquillement ses mains dans les poches, ce qui en Angleterre n'est pas considéré comme incorrect.